# Chase Kalisz
Chase Kalisz (n. 7 martie 1994, Bel Air⁠(d), Maryland, SUA) este un înotător american, medaliat olimpic. A participat la 2 ediții ale Jocurilor Olimpice (2016, 2020) în care a câștigat o medalie de aur și o medalie de argint.